# Belén Esteban Menéndez
Belén Esteban Menéndez (Madrid, 9 de novembre de 1973) és una col·laboradora de diversos programes de televisió espanyola. El seu salt als mitjans es va produir després de la ruptura de la seva relació sentimental amb el torero Jesulín de Ubrique, amb qui va tenir una filla, Andrea, més coneguda com a Andreita. Les disputes públiques amb el torero i la seva família (Humberto Janeiro, el pare, Carmen Bazán, la mare o la seva germana) li han reportat una gran notorietat en la premsa del cor espanyola. A més a més, Belén va presentar la retransmissió de les campanades de 2009 a Telecinco. Després de la seva separació, va començar a treballar com a col·laboradora de programes de cor. Des de llavors, Belén Esteban s'ha convertit en uns dels personatges més populars del panorama mediàtic espanyol. El 27 de juny del 2008 es va casar amb Fran, un amic de tota la vida, que fa de cambrer al barri de San Blas, a Madrid. La repercussió de Belén Esteban ha atiat molts a preguntar-se el perquè del seu èxit.
Brigitte Vasallo en proposa una biografia alternativa: "Belén Esteban és comunicadora, especialitzada en programes d'entreteniment. És líder d'audiència des de fa 20 anys."